# Leitãozinho
Leitãozinho es una localidad caboverdiana del municipio de São Salvador do Mundo.

## Geografía
La localidad está situada en la isla Santiago.

## Organización territorial
La localidad abarca los lugares y barrios de:
- Banana
- Cambada
- Caminho Grande
- Chã de Nona
- Correira
- Cutelo Costa
- Farroba
- Figueira
- Fonte Mato
- João Galante
- João Goto
- Kerlem
- Lém Sanches
- Manipo
- Mato Riberu
- Palha Carga
- Pé di Subida
- Poilon
- Sansam
- Somada
- Tagarra
- Tambarina
- Tchon de Reis